# Phare de la péninsule Serrano
Le phare de la péninsule Serrano (en espagnol : Faro Serrano) est un phare actif situé sur la péninsule Serrano au sud de la baie d'Iquique (Province d'Iquique), dans la Région de Tarapacá au Chili.
Il est géré par le Service hydrographique et océanographique de la marine chilienne. 
Le phare est classé Monument national du Chili  depuis le 10 avril 1986.

## Histoire
Le phare a été construit en 1878 sur le territoire péruvien de l'île d'Iquique par l'entreprise française Barbier et Fenestre. 
Il a été mis en service en 1879, quelques mois avant le début de la Guerre du Pacifique (1879-1884), et il a continué à fonctionner jusqu'en 1946, date à laquelle l'île a été reliée au continent par le biais d'un brise lames, qui est devenue la péninsule de Serrano. Il a été désactivé de 1946 à 1995. Il a subi un processus de réparation et de restauration en 1993 et il a repris ses activités en novembre 1995.

## Description
Ce phare  est un tourelle cylindrique en fonte avec quatre jambages, avec une galerie et une lanterne de 22 m de haut. La tour est peinte en bandes rouges et blanches. Il émet, à une hauteur focale de 39 m, un  bref éclat blanc de 0.3 seconde par période de 12 secondes. Sa portée est de 19 milles nautiques (environ 35 km).
Identifiant : ARLHS : CHI-095 - Amirauté : G1974.3 - NGA : 111-1050 .

## Caractéristique dufeu maritime
Fréquence : 12 secondes (W)
- Lumière : 0.3 seconde
- Obscurité : 11.7 secondes

### Lien connexe
- Liste des phares du Chili